# Ely do Amparo
Ely do Amparo, dit Ely (né le 14 mai 1921 à Paracambi au Brésil et mort le 9 mars 1991 dans la même ville) était un joueur de football brésilien.